# 定住自立圏構想研究会
定住自立圏構想研究会（ていじゅうじりつけんこうそうけんきゅうかい）は、総務大臣主催の私的諮問機関。研究会と付いているが、法令等でいう懇談会等行政運営上の会合にあたる。

## 概要
地方からの人口流出による人材及び医療機関等の確保の困難さや地域間交流の阻害などの弊害を解消するために、5～10万人規模の市を中心とする圏域を「定住自立圏」として設定し、都市と地方が支えあう共生の社会の実現のための具体的な方策を検討するために設置された。
2008年（平成20年）1月21日に設置され、同年4～5月頃を目途に提言内容を取りまとめる予定である。

## 組織
庶務は、総務省自治行政局市町村課が行う。

### メンバー
- 座長
  - 佐々木毅（学習院大学教授）
- 委員
  - 大西隆（東京大学先端科学技術研究センター教授）
  - 小田切徳美（明治大学教授）
  - 梶井英治（自治医科大学地域医療センター教授）
  - 桑野和泉（玉の湯代表取締役社長、湯布院温泉観光協会会長）
  - 小西砂千夫（関西学院大学教授）
  - 残間里江子（クリエイティブ・シニア代表取締役社長）
  - 田中理沙（宣伝会議編集室長）
  - 辻琢也（一橋大学大学院教授）
  - 牧野光朗（長野県飯田市市長）
  - 藻谷浩介（日本政策投資銀行地域振興部参事役）

## 会合の開催状況
1. 2008年（平成20年）1月21日 - 研究会の趣旨説明及び運営要綱・スケジュールの確認。定住自立圏構想のイメージ及び地方圏の現状について。
2. 2008年（平成20年）2月14日 - 平成の大合併における市町村の動向と広域行政圏の現状。複数の地域の事例紹介。
3. 2008年（平成20年）2月27日 - 都市と地方の地域間格差の問題提起。定住自立圏の有用性に関する考察。

## 定住自立圏構想

### 定住自立圏
人口5万人以上の「中心市」と周辺市町村が協定を結び、圏域として定住、自立、発展を目指す。病院やショッピングセンターなど都市機能を中心市が整備し、自然環境や食料生産などを周辺市町村が担い、互いに連携しながら圏域としての利便性を高めていくことで、大都市への人口流出を防ぐのが目的とされる。総務省は、2009年1月現在、中心市24市、周辺市町村3市3町（22圏域）を先行実施団体として発表し、2009年度内の協定締結をめざし、支援策などの検討がなされている。

## 先行実施団体
2009年3月31日現在、24市・22圏域が先行実施団体として決定している。
定住自立圏の形成に先行して取り組もうとする市町村を募集し、応募した団体の副市長等と意見交換を行った上で、決定された。
2009年4月30日までに、これら全ての先行実施団体において中心市宣言が行われた。

### 中心市一覧
| 都道府県       | 中心市           | 締結自治体 | 中心市宣言日     | 協定締結日       |
| -------------- | ---------------- | --- | ---------------- | ---------------- |
| 北海道         | 小樽市           | 積丹町、古平町、仁木町、余市町、赤井川村 | 平成21年9月15日  | 平成22年4月1日   |
| 北海道         | 釧路市           | 釧路町、鶴居村、浜中町、白糠町、厚岸町、標茶町、弟子屈町                                                                                            | 平成21年12月11日 | 平成22年3月24日  |
| 北海道         | 室蘭市           | 登別市、伊達市、壮瞥町、豊浦町、洞爺湖町 | 平成21年12月15日 | 平成22年9月30日  |
| 北海道         | 旭川市           | 鷹栖町、東神楽町、当麻町、比布町、愛別町、上川町、東川町、美瑛町                                                                                    | 平成21年12月28日 | 平成22年10月1日  |
| 北海道         | 稚内市           | 猿払村、浜頓別町、中頓別町、枝幸町、豊富町、礼文町、利尻町、利尻富士町、幌延町                                                                      | 平成22年3月2日   | 平成23年1月20日  |
| 北海道         | 網走市           | 大空町 | 平成22年9月2日   | 平成23年3月23日  |
| 北海道         | 帯広市           | 音更町、士幌町、上士幌町、鹿追町、新得町、清水町、芽室町、中札内村、 更別村、大樹町、広尾町、幕別町、池田町、豊頃町、本別町、足寄町、陸別町、浦幌町 | 平成22年12月15日 | 平成23年7月7日   |
| 北海道         | 名寄市・士別市   | 和寒町、剣淵町、下川町、美深町、音威子府村、中川町、幌加内町、西興部村、枝幸町、浜頓別町、中頓別町                                                  | 平成23年3月28日  | 平成23年9月30日  |
| 北海道         | 富良野市         | 上富良野町、中富良野町、南富良野町、占冠村 | 平成25年9月4日   | 平成25年12月25日 |
| 北海道         | 滝川市・砂川市   | 赤平市、歌志内市、芦別市、上砂川町、奈井江町、浦臼町、新十津川町、雨竜町                                                                            | 平成26年1月15日  | 平成26年7月15日  |
| 北海道         | 苫小牧市         | 白老町、厚真町、安平町、むかわ町 | 平成26年7月16日  | 平成27年3月24日  |
| 北海道         | 函館市           | 北斗市、松前町、福島町、知内町、木古内町、七飯町、鹿部町、森町、八雲町、長万部町、 江差町、上ノ国町、厚沢部町、乙部町、奥尻町、今金町、せたな町     | 平成25年9月26日  | 平成26年3月27日  |
| 青森県         | 八戸市           | おいらせ町、三戸町、五戸町、田子町、南部町、階上町、新郷村                                                                                          | 平成21年3月19日  | 平成21年9月24日  |
| 青森県         | 弘前市           | 黒石市、平川市、板柳町、大鰐町、田舎館村、西目屋村、藤崎町                                                                                          | 平成23年3月23日  | 平成23年10月12日 |
| 青森県         | 十和田市・三沢市 | 【青森県】野辺地町、七戸町、六戸町、横浜町、東北町、六ヶ所村、おいらせ町 【秋田県】小坂町                                                           | 平成24年3月29日  | 平成24年3月29日  |
| 岩手県         | 一関市           | 平泉町 | 平成25年7月23日  | 平成25年10月25日 |
| 宮城県         | 石巻市           | 東松島市、女川町 | 平成22年2月23日  | 平成22年10月1日  |
| 宮城県         | 大崎市           | 色麻町、加美町、涌谷町、美里町 | 平成22年3月3日   | 平成22年10月6日  |
| 秋田県         | 由利本荘市       | （合併一市圏域） | 平成21年3月19日  | 平成21年9月25日  |
| 秋田県         | 大館市           | （合併一市圏域） | 平成21年9月1日   | 平成21年12月17日 |
| 秋田県         | 湯沢市           | 羽後町、東成瀬村 | 平成22年3月25日  | 平成23年1月17日  |
| 秋田県         | 横手市           | （合併一市圏域） | 平成22年10月2日  | 平成22年12月15日 |
| 山形県         | 山形市           | 上山市、天童市、山辺町、中山町 | 平成23年1月27日  | 平成23年7月5日   |
| 山形県         | 鶴岡市           | 三川町、庄内町 | 平成24年3月22日  | 平成24年10月5日  |
| 山形県         | 酒田市           | 三川町、庄内町、遊佐町 | 平成26年3月14日  | 平成26年12月26日 |
| 山形県         | 新庄市           | | 平成27年2月13日  | （未締結）       |
| 福島県         | 南相馬市         | 飯舘村 | 平成21年3月25日  | 平成21年10月6日  |
| 福島県         | 白河市           | 棚倉町、西郷村、泉崎村、中島村、矢吹町、矢祭町、塙町、鮫川村                                                                                        | 平成26年8月29日  | 平成27年4月10日  |
| 栃木県         | 大田原市         | 那須塩原市、那須町、那珂川町、棚倉町、矢祭町、塙町、大子町                                                                                          | 平成25年3月4日   | 平成26年1月27日  |
| 栃木県         | 佐野市           | （合併一市圏域） | 平成26年6月20日  | 平成26年9月29日  |
| 栃木県         | 那須塩原市       | 大田原市、那須町、那珂川町 | 平成25年12月28日 | 平成27年2月10日  |
| 栃木県         | 栃木市           | | 平成27年3月19日  |                  |
| 群馬県         | 伊勢崎市         | （合併一市圏域） | 平成21年12月16日 | 平成22年9月28日  |
| 埼玉県         | 秩父市           | 横瀬町、長瀞町、皆野町、小鹿野町 | 平成21年3月19日  | 平成21年9月25日  |
| 埼玉県         | 本庄市           | 美里町、上里町、神川町 | 平成21年9月18日  | 平成22年7月2日   |
| 千葉県         | 旭市             | （合併一市圏域） | 平成22年3月26日  | 平成22年6月28日  |
| 新潟県         | 長岡市           | 小千谷市、出雲崎町、見附市 | 平成21年3月2日   | 平成21年12月21日 |
| 新潟県         | 糸魚川市         | （合併一市圏域） | 平成23年3月25日  | 平成23年6月30日  |
| 新潟県         | 燕市             | 弥彦村 | 平成26年1月29日  | 平成23年6月30日  |
| 新潟県         | 村上市           | | 平成27年1月21日  | （未締結）       |
| 山梨県         | 北杜市           | | 平成26年12月19日 |                  |
| 長野県         | 飯田市           | 松川町、高森町、阿南町、阿智村、平谷村、根羽村、下條村、売木村、天龍村、泰阜村、喬木村、豊丘村、大鹿村                                              | 平成21年3月4日   | 平成21年7月14日  |
| 長野県         | 上田市           | 【群馬県】嬬恋村 【長野県】東御市、立科町、青木村、長和町、坂城町                                                                                   | 平成23年2月3日   | 平成23年7月27日  |
| 長野県         | 佐久市           | 小諸市、東御市、小海町、佐久穂町、川上村、南牧村、南相木村、北相木村、軽井沢町、御代田町、立科町                                                    | 平成23年7月21日  | 平成24年1月12日  |
| 長野県         | 中野市・飯山市   | 山ノ内町、木島平村、野沢温泉町、栄村 | 平成24年6月19日  | 平成24年12月13日 |
| 岐阜県         | 美濃加茂市       | 坂祝町、川辺町、富加町、七宗町、白川町、八百津町、東白川村                                                                                          | 平成21年3月24日  | 平成21年10月26日 |
| 静岡県         | 湖西市           | （合併一市圏域） | 平成24年12月4日  | 平成25年3月21日  |
| 愛知県         | 西尾市           | （合併一市圏域） | 平成21年8月24日  | 平成21年12月24日 |
| 愛知県         | 刈谷市           | 知立市、高浜市、東浦町 | 平成22年5月1日   | 平成23年3月30日  |
| 三重県         | 松阪市           | 多気町、大台町、明和町 | 平成23年10月11日 | 平成27年3月27日  |
| 三重県         | いなべ市         | 東員町 | 平成21年9月1日   | 平成22年4月09日  |
| 三重県         | 伊勢市           | 志摩市、鳥羽市、玉城町、度会町、大紀町、南伊勢町、明和町                                                                                            | 平成25年2月25日  | 平成22年4月09日  |
| 三重県         | 伊賀市           | 【京都府】笠置町、南山城村 | 平成27年6月24日  | 平成28年10月4日  |
| 滋賀県         | 彦根市           | 愛荘町、豊郷町、甲良町、多賀町 | 平成21年4月15日  | 平成21年10月4日  |
| 滋賀県         | 長浜市           | （合併一市圏域） | 平成22年11月29日 | 平成23年9月22日  |
| 滋賀県         | 東近江市         | | 平成27年2月10日  | （未締結）       |
| 兵庫県         | 西脇市           | 多可町 | 平成22年1月29日  | 平成22年10月6日  |
| 兵庫県         | 豊岡市           | 養父市、朝来市、香美町、新温泉町 | 平成23年3月24日  | 平成24年7月03日  |
| 兵庫県         | 洲本市           | 淡路市 | 平成24年10月1日  | 平成25年3月28日  |
| 兵庫県         | 加東市・加西市   | | 平成27年3月2日   |                  |
| 兵庫県         | たつの市         | 宍粟市、上郡町、佐用町 | 平成27年9月25日  | 平成28年3月30日  |
| 奈良県         | 天理市           | 川西町、三宅町、山添村 | 平成26年12月22日 | 平成27年3月27日  |
| 鳥取県         | 倉吉市           | 三朝町、湯梨浜町、琴浦町、北栄町 | 平成21年3月9日   | 平成22年3月31日  |
| 鳥取県         | 鳥取市           | 【鳥取県】岩美町、若桜町、智頭町、八頭町 【兵庫県】新温泉町                                                                                         | 平成21年6月5日   | 平成22年3月29日  |
| 鳥取県・島根県 | 米子市・松江市   | 【鳥取県】境港市 【島根県】安来市 | 平成21年4月30日  | 平成21年10月7日  |
| 島根県         | 浜田市           | （合併一市圏域） | 平成22年2月26日  | 平成22年9月22日  |
| 島根県         | 出雲市           | （合併一市圏域） | 平成22年3月23日  | 平成22年6月28日  |
| 島根県         | 益田市           | 津和野町、吉賀町 | 平成22年3月26日  | 平成24年7月3日   |
| 岡山県         | 備前市           | 【兵庫県】赤穂市、上郡町 | 平成21年3月18日  | 平成21年12月25日 |
| 山口県         | 下関市           | （合併一市圏域） | 平成21年2月16日  | 平成21年9月29日  |
| 山口県         | 山口市           | （合併一市圏域） | 平成22年8月31日  | 平成22年09月28日 |
| 山口県         | 萩市             | 阿武町 | 平成23年3月24日  | 平成23年12月10日 |
| 山口県         | 長門市           | （合併一市圏域） | 平成24年7月4日   | 平成24年12月27日 |
| 徳島県         | 徳島市           | 小松島市、勝浦町、上勝町、佐那河内村、石井町、神山町、松茂町、北島町、藍住町、板野町、上板町                                                        | 平成22年9月21日  | 平成23年3月30日  |
| 徳島県         | 阿南市           | 那賀町、美波町 | 平成22年3月25日  | 平成23年3月24日  |
| 香川県         | 高松市           | 土庄町、小豆島町、三木町、直島町、綾川町、さぬき市、東かがわ市                                                                                      | 平成21年3月4日   | 平成22年1月14日  |
| 香川県         | 丸亀市           | 善通寺市、多度津町、琴平町、まんのう町 | 平成23年7月1日   | 平成24年4月19日  |
| 香川県         | 観音寺市         | | 平成21年10月21日 | （未締結）       |
| 愛媛県         | 今治市           | （合併一市圏域） | 平成21年12月7日  | 平成22年6月25日  |
| 高知県         | 四万十市・宿毛市 | 土佐清水市、大月町、黒潮町、三原村 | 平成21年4月27日  | 平成22年1月19日  |
| 高知県         | 高知市           | 南国市、香南市、香美市 | 平成21年9月30日  | 平成22年10月6日  |
| 福岡県         | 久留米市         | 大川市、小郡市、うきは市、大刀洗町、大木町 | 平成21年3月30日  | 平成21年12月25日 |
| 福岡県         | 八女市           | | 平成21年4月24日  | 平成21年12月25日 |
| 福岡県         | 大牟田市         | 【福岡県】みやま市、柳川市 【熊本県】荒尾市、長洲町、南関町                                                                                         | 平成21年8月28日  | 平成22年10月8日  |
| 佐賀県         | 伊万里市         | 有田町 | 平成21年8月19日  | 平成22年3月25日  |
| 佐賀県         | 唐津市           | （合併一市圏域） | 平成21年9月8日   | 平成22年1月18日  |
| 長崎県         | 長崎市           | | 平成23年12月14日 | （未締結）       |
| 長崎県         | 五島市           | （合併一市圏域） | 平成22年6月30日  | 平成23年3月25日  |
| 熊本県         | 山鹿市           | （合併一市圏域） | 平成21年9月1日   | 平成22年3月18日  |
| 熊本県         | 天草市           | （合併一市圏域） | 平成23年2月28日  | 平成23年12月20日 |
| 熊本県         | 八代市           | 氷川町 | 平成26年9月25日  | 平成27年3月23日  |
| 熊本県         | 人吉市           | 錦町、あさぎり町、多良木町、湯前町、球磨村、山江村、五木村、相良村、水上村                                                                          | 平成26年3月24日  | 平成23年12月20日 |
| 熊本県         | 菊池市           | | 平成26年12月12日 | （未締結）       |
| 大分県         | 中津市           | 【福岡県】豊前市、築上町、上毛町 【大分県】宇佐市、豊後高田市                                                                                       | 平成21年4月30日  | 平成21年11月2日  |
| 大分県         | 日田市           | | 平成27年2月25日  | （未締結）       |
| 宮崎県         | 延岡市           | 日向市、門川町、諸塚村、椎葉村、美郷町、高千穂町、日之影町、五ヶ瀬町                                                                                | 平成21年3月17日  | 平成22年1月7日   |
| 宮崎県         | 小林市           | えびの市、高原町 | 平成24年3月16日  | 平成24年10月1日  |
| 宮崎県         | 日向市           | 門川町、美郷町、諸塚村、椎葉村 | 平成21年3月27日  | 平成21年12月18日 |
| 宮崎県         | 都城市           | 【宮崎県】三股町 【鹿児島県】曽於市、志布志市 | 平成21年4月22日  | 平成21年10月6日  |
| 鹿児島県       | 鹿屋市           | 垂水市、志布志市、大崎町、東串良町、錦江町、南大隅町、肝付町                                                                                        | 平成21年4月22日  | 平成21年12月25日 |
| 鹿児島県       | 薩摩川内市       | （合併一市圏域） | 平成21年3月30日  | 平成21年10月6日  |
| 沖縄県         | 宮古島市         | （合併一市圏域） | 平成22年3月30日  | 平成22年9月28日  |
| 計             | 107              | 332 |                  |                  |